# 天卫二
天卫二（烏姆柏里厄爾，国际音标：[ˈʌmbɹiəl]）是天王星的衛星，以亞歷山大·蒲柏的作品《秀髮劫》裡的角色烏姆柏里厄爾命名。它與天衛一同時由威廉·拉塞尔在1851年10月24日發現。天卫二的直徑比天衛一大10公里，但密度相同。天卫二主要由冰和岩石組成，其中冰占天衛二表面的多數，而它的地幔和核心可能分別由冰和岩石組成。天卫二的構造與天衛四類似，但天衛四的體積比天衛二大35％。天卫二是天王星所有衛星中最暗的，反射率只有18％。因為天卫二上有多處峽谷，內部可能有變動，因此天衛二可能有過一些地殼變動的事件。
天衛二在早期常常被隕石撞擊，因此表面上有大大小小的隕石坑，在天王星所有衛星裡隕石撞擊坑数量僅次於天衛四。最大的隕石坑直徑至少有210公里。天衛二其中一個表面特徵是在旺達隕石坑（Wunda crater）最低點的一圈明亮圓環。天衛二與天王星其它衛星一樣，可能是由天王星的吸積盤所組成。航海家二號經過天王星时深入研究过天卫二，这也是人類第一及唯一一次對其深入研究。航海家二號在經過天衛二时拍下的照片可以讓天文測繪家繪畫天衛二40％的表面。

## 發現與命名
天衛二與另外一顆天王星衛星天衛一，由英國天文學家威廉·拉塞尔在1851年10月24號同時發現。雖然天衛三和天衛四的發現人威廉·赫歇爾聲稱他在18世紀末曾經發現4顆未被發現天王星衛星，但他的觀測沒有被加以證實而不被承認。
天王星所有的衛星都是以莎士比亞或亞歷山大·蒲柏作品中的角色來命名的。天衛二的名字烏姆柏里厄爾是由威廉·赫歇爾的兒子約翰·赫歇爾經威廉·拉塞尔的請求而推薦的。烏姆柏里厄爾在亞歷山大·蒲柏的《秀髮劫》（The Rape of the Lock）中被形容成是一隻「昏暗的憂鬱精靈」。同時，拉丁語中的umbra指的是陰影、影子的意思。

## 軌道
天衛二環繞天王星的平均距離为266,000公里，在天王星五大衛星中距天王星第三遠。天衛二環繞天王星的離心率和軌道傾角都很小，分别只有0.0039和0.128。天衛二的軌道周期約為4.1個地球日，正好與它的自轉周期相同。也就是說，天衛二有同步軌道和潮汐鎖定的特性，使天衛二永遠只有一面面向天王星。天衛二的軌道完全在天王星的磁層裡。如果天衛二的後半球（沒有面對天王星的那一面）完全在天王星的磁層裡，天衛二會被環繞天王星的磁層等離子體擊中，並使天衛二的後半球呈一片黑暗。（除了天衛四以外，所有的天王星衛星都有這種特性。）航海家二號在1977年經過天衛二時，衛星上的磁層等離子體遠比預測數量多，顯示出天衛二可能會吸收天王星磁層裡的等離子體。
因為天王星是側著繞行太陽的，而天王星的衛星（包括天衛二）是在天王星的赤道面上運轉的。因此天衛二有很極端的季節周期。天衛二的兩極，都會有連續42年的黑暗。黑暗過後，會有連續42年的陽光照射。在至日時，陽光會照到其中一極的最頂端。在航海家二號經過天衛二時，正好遇到1986年南半球的夏至。因此航海家二號拍下的照片，每一張照片的北半球都是暗的。每隔42年，當天王星的赤道面與地球相交，且太陽照射到天王星的晝夜平分點時，便有可能發生衛星掩星的現象。在2007年，這種情況發生過3次。第一次是在2007年8月15日，由天衛二掩蓋天衛三。第二次是在8月19日，由天衛二掩蓋天衛一。而第三次是在12月8日，由天衛二掩蓋天衛三。
目前，天衛二尚未與其他天王星的衛星發生過軌道共振。但在早期可能與天衛五呈1:3的共振。軌道共振可能會增加天衛五的離心率，並促進天衛五的內熱與地質活動，而天衛二受到的影響較小。基於天王星低扁的形狀，天王星的衛星要離開天王星會比木星或土星的卫星更容易。當天衛五不再與天衛二產生共振後，它的離心率會減振，並不再運用它的熱源。

## 構造
天衛二是天王星的衛星中直徑第三和質量第四的衛星。它的密度为1.39克/立方厘米。天衛二主要由水冰所組成，與另一種高密度的成分構成天衛二40％的質量。有專家推測後这可能為岩石、碳和其他有機化合物所組成的一種物質。利用紅外光譜術多次的分析後，發現天衛二表面上存在結晶状态的冰。天衛二前半球的冰吸收帶比後半球的還要強。這種吸收帶的強度不一致的原因不明，但可能與天王星磁層裡的帶電粒子相關（因後半球的帶電粒子比前半球多）。这些粒子會濺射冰，將冰裡的甲烷分解成水合物，並使其它有機物變暗，最後只剩一些黑暗並含碳豐富的殘基存在。
科學家利用紅外光譜術分析天衛二後，偵測到的化合物除了冰以外，還有主要分布於天衛二的後半球的二氧化碳，不过其來源不明。一個理論认为碳酸鹽受到天王星磁層裡的高能粒子的影響，進而產生二氧化碳。這個假說能解釋為什麼天衛二的二氧化碳的分佈不均勻（因後半球受到磁層的影響較大）。另一理論认为天衛二內部的冰裡的二氧化碳因天衛二的地質活動而突然釋氣。
科學家推測天衛二的內部的岩核被一層冰冷的地幔環繞。如果這是真的，天衛二內核（314公里）的半徑約為月球的54％，而質量則是月球的40％。天衛二的壓強為0.24吉帕斯卡。天衛二的地幔结构目前尚不清楚，但天衛二底下似乎不存在地下海洋。

## 表面特徵

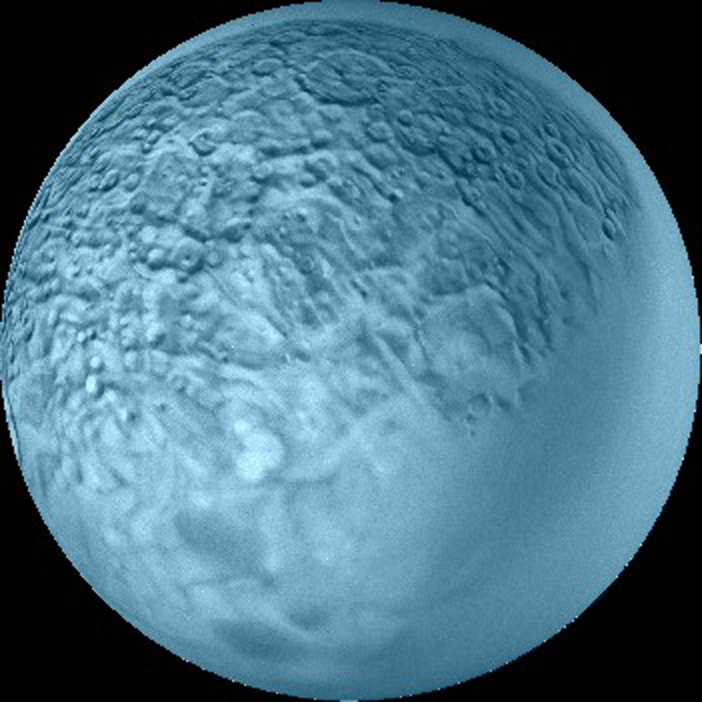
表现出多边形特征的天卫二照片

天衛二是所有天王星衛星中最暗的。它反射的光是只有其大小相当的天衛一的一半。与天衛一（23％）相比，天衛二的球面反照率很低（10％）。當天衛二的相位角改變，它的幾何反照率會減小。當天衛二的相位角为0度时，反射率是26％。當其相位角为1度时，反射率會減至19％。這種情況是一種叫相對效應的光學現象。天衛二的表面是微藍色的，但隕石坑等地方較藍。天衛二的前半球和後半球甚至可能顏色不同（前者比後者紅）。天衛二紅色表面的原因有很多說法，其中一個理論是天衛二紅色的表面可能是由帶電粒子和微流星體造成的轟炸並使天衛二太空風化的結果。但較有可能是因為早期天衛二形成時，吸積盤裡含一種紅色的物質所造成的結果。
目前為止，科學家只承認天衛二上的一種地質特徵——隕石坑。天衛二的隕石坑比天衛一和天衛四的隕石坑更大更多。在所有天王星的衛星中，只有天衛三的隕石坑比天衛二的多。天衛二的隕石坑最小只有幾公里，但最大的隕石坑——沃科洛陨石坑直徑卻有210公里。天衛二所有被承認的隕石坑都有中央峰，但都沒有射紋系統。
天衛二最著名的表面特徵旺達隕石坑位于天衛二的赤道上，它的直徑有131公里。旺達隕石坑最低點有一圈明亮的光環，最有可能是沖淤變動的結果。在天衛二的晨昏圈上有兩個隕石坑：烏維和史金德，兩個隕石坑都沒有光圈，但都有中央峰。科學家在研究天衛二的地形時，發現天衛二早期可能有一個直徑400公里、深5公里的隕石坑。
與天王星其他衛星一樣，天衛二的表面穿插著很多峽谷。但它們因影像的畫質太差而並沒有被正式承認。而影像的畫質正是研究天衛二地質圖的天文學家的絆腳石。
天衛二的表面於後期重轟炸期已穩定。目前，能提供给我們天衛二早期地表變化的線索只剩峽谷及多邊形—一種上百公里，有複雜形狀的暗班。根據航海家二號當時拍下的測光照片，可以看出天衛二上的多邊形分佈不均勻，從衛星的東北部走向西南部。有些多邊形與其他窪地相對應，這種現象可能由天衛二早期的地質活動造成。目前天文學家對為什麼天衛二這麼昏暗和整齊沒有合理的解釋。天衛二的表面可能被一層從隕石撞擊掊出或火山爆發噴發出來的暗的物質覆蓋。另外，天衛二的地殼可能完全由这種黑暗的物質所組成，並阻止射紋組成。但旺達隕石坑的光圈與此假說產生矛盾。

### 撞擊坑
天衛二上的撞擊坑，多以神話中的邪惡、黑暗之神或神靈命名。
| 名稱           | 座標                              | 直徑（公里） | 名字來源                                |
| -------------- | --------------------------------- | ------------ | --------------------------------------- |
| 阿貝利希撞擊坑 | 33°36′S 42°12′E / 33.6°S 42.2°E   | 52           | 阿貝利希，北歐神話的侏儒。              |
| Fin撞擊坑      | 37°24′S 44°18′E / 37.4°S 44.3°E   | 43           | Fin，丹麥民間傳說的洞穴巨人。           |
| 戈布撞擊坑     | 12°42′S 27°48′E / 12.7°S 27.8°E   | 88           | 戈布，異教神。                          |
| 卡纳罗阿撞擊坑 | 10°48′S 345°42′E / 10.8°S 345.7°E | 86           | 卡纳罗阿，玻里尼西亞神話的冥界之神。    |
| Malingee撞擊坑 | 22°54′S 13°54′E / 22.9°S 13.9°E   | 164          | Malingee，澳大利亞原住民神話的惡神。    |
| Minepa撞擊坑   | 42°42′S 8°12′E / 42.7°S 8.2°E     | 58           | Minepa，莫三比克Makua族的惡神。         |
| 帕里撞擊坑     | 9°12′S 4°18′E / 9.2°S 4.3°E       | 61           | 帕里·帕伊里卡也叫佩里，波斯神話的妖精。 |
| Setibos撞擊坑  | 30°48′S 346°18′E / 30.8°S 346.3°E | 50           | Setibos，巴塔哥尼亞的神。               |
| 史金德撞擊坑   | 1°48′S 331°42′E / 1.8°S 331.7°E   | 72           | 史金德，丹麥民間傳說的洞穴巨人。        |
| 烏維撞擊坑     | 4°42′S 311°36′E / 4.7°S 311.6°E   | 98           | 烏維，芬蘭民間傳說的邪神。              |
| Wokolo撞擊坑   | 30°00′S 1°48′E / 30°S 1.8°E       | 208          | Wokolo，西非Bambara族傳說的惡魔。       |
| 旺達撞擊坑     | 7°54′S 273°36′E / 7.9°S 273.6°E   | 131          | 旺達，澳大利亞原住民神話的黑暗精靈。    |
| Zlyden撞擊坑   | 23°18′S 326°12′E / 23.3°S 326.2°E | 44           | Zlyden，斯拉夫神話的惡靈。              |

## 起源
普遍認為天衛二是由吸積盤或星雲所形成的。組成天衛二的物體不是分佈在天王星附近，就是由一個大到讓天王星垂直傾斜的撞擊形成的。組成天衛二的星雲的成分不明，但天王星衛星的密度比土星的衛星大，可得知那團星雲缺少水分。在星雲裡數量很多的氮和碳可能以一氧化碳和氮分子，而不是氨或甲烷的方式存在。由星雲組成的衛星會含較少冰並含較多岩石，這能解釋天衛二的高密度。
天衛二的吸積過程持續了幾千年，與吸積同一時間發生的隕石撞擊使天衛二的地殼發熱。天衛二被隕石撞擊後，最高溫度曾達180K，造成撞擊的隕石坑深達8公里。在天衛二吸積完後，天衛二地下開始冷卻，但因內部放射性元素衰變，天衛二內部仍然是熱的。當天衛二近表面的地方開始收縮，它的地核和地幔開始膨脹。天衛二的這些運動使它的地殼受到很強的拉伸應力，並導致地殼裂開。這個過程持續了兩百萬年，顯示出天衛二所有內源性的活動在幾十億年前就停止了。
若天衛二早期有氨（以水合物存在）或鹽等抗凍劑存在，早期的吸積造成的熱能及放射性元素衰變会造成衛星部分的冰融化。天衛二的冰融化後，讓地底的冰與岩石分開，使天衛二的地幔由冰組成，地核由岩石組成。一層液態水可能存在於冰與岩石的邊界之間，但可能早已凍結。冰、岩石和水，這種混和物的共晶溫度176K，相當於-97.15攝氏度。

## 勘探
目前唯一拍到的天衛二特寫是由航海家二號所拍下的照片。航海家二號在1986年1月飛越天王星時，拍下天衛二的照片。因為當時拍下照片時，航海家二號離天衛二325,000公里，所以航海家二號拍下的照片中，空間分辨率也只有5.2公里。天衛二表面有40％被航海家二號拍到，但只有20％能供描繪地質圖參考。在飛越天衛二時，它的南半球正對著太陽，因此天衛二的北半球是完全黑暗的，同時也不能被研究。除了航海家二號，沒有太空船曾經或計畫要到天衛二探勘。

## 外部連結
- . NASA's Solar System Exploration.   [2009-10-10]. （原始内容存档于2009-08-26）.
- Lassell, Herrn W. . Astronomische Nachrichten. 1852, 33 (17): 259–262  [2022-06-09]. Bibcode:1851AN.....33..259L. doi:10.1002/asna.18520331707. （原始内容存档于2022-10-03） （德语）.
- . Very Large Telescope. 2007-08-23  [2010-01-14]. （原始内容存档于2022-10-03）.
- Umbriel page （页面存档备份，存于） (including a labelled map of Umbriel （页面存档备份，存于）) at Views of the Solar System
- Umbriel Nomenclature （页面存档备份，存于） from the USGS Planetary Nomenclature web site （页面存档备份，存于）